# Park/Parc
Park/Parc – stacja metra w Brukseli, na linii 1 i 5. Zlokalizowana jest za stacją Brussels-Central i Arts-Loi/Kunst-Wet. Została otwarta 20 września 1976.